# Sebastián Villa (calciatore)
Sebastián Villa Cano (Bello, 19 maggio 1996) è un calciatore colombiano, attaccante dell'Independiente Rivadavia.

## Caratteristiche tecniche
È una'ala destra.

## Carriera

### Deportes Tolima
Cresciuto nelle giovanili del Deportes Tolima, ha esordito in prima squadra il 27 agosto 2014 in occasione della partita di Copa Colombia vinta 3-1 contro il Deportes Quindío.

### Boca Juniors
Nel 2018 è stato acquistato dal Boca Juniors. Debutta con gol in amichevole, nella partita vinta per 4-2 contro il Independiente Medellín. Il debutto ufficiale è datato 1º agosto del 2018 contro l’Alvarado in Copa Argentina 2018,entrando nella ripresa al posto di Cristian Pavón.. 
La prima rete ufficiale arriva contro il Vélez Sarsfield.. Il 7 ottobre 2018 realizza la rete che permette ai gialloblu di completare la rimonta e agguantare il pari in trasferta contro il Racing Club de Avellaneda.
Poche settimane dopo si rende protagonista anche in Coppa Libertadores 2018,nella semifinale di ritorno, disputata in trasferta contro il Sociedade Esportiva Palmeiras, dove fornisce il passaggio per il momentaneo vantaggio per 1-0 a Ramón Ábila. Entra da subentrato nella finale d'andata alla Bombonera contro il Club Atlético River Plate, partita in cui fornisce da calcio piazzato un assist a Darío Benedetto per il 2-1 parziale, mentre parte da titolare nella partita di ritorno allo Stadio Santiago Bernabéu.
Il 2 maggio del 2019 vince il primo trofeo con il Boca Juniors,in occasione della vittoria ai rigori contro il Club Atlético Rosario Central valevole per la Supercopa Argentina 2018, risultando essere uno dei migliori in campo. 
Il 25 febbraio 2021 firma il rinnovo del contratto fino al 2024. L'8 marzo 2021 realizza la sua prima doppietta nella storica goleada (1-7) rifilata al Club Atlético Vélez Sarsfield. Una settimana dopo punisce invece gli acerrimi rivali del Club Atlético River Plate.
Nella Coppa Libertadores 2021 disputa 7 partite e realizza 3 gol, tutti ai gironi, di cui 2 ai boliviani del Club The Strongest e una al Santos Futebol Clube. Nella gara di ritorno degli ottavi, persa ai rigori contro l'Clube Atlético Mineiro, è tra i protagonisti in negativo della rissa negli spogliatoi contro dirigenti e calciatori avversari, nonché contro la polizia. Riceverà 6 giornate di squalifica, scontate nella successiva edizione del torneo. Il 22 maggio 2022 vince la Copa de la Liga Profesional 2022 da assoluto protagonista,contribuendo con 17 presenze,tutte da titolare, e 5 reti, di cui una rifilata al Club Atlético River Plate alla settima giornata allo Stadio Monumental Antonio Vespucio Liberti decisiva ai fini del risultato e 7 assist di cui due nella finale vinta poi contro il Club Atlético Tigre. Il 1º settembre 2022 riceve un’operazione chirurgica al ginocchio. Il 2 giugno 2023 viene licenziato dalla società in seguito alla condanna a due anni e un mese di reclusione per violenza domestica all'ex fidanzata, Daniela Cortés.

## Statistiche

### Presenze e reti nei club
Statistiche aggiornate al 2 luglio 2025.
| Stagione                       | Squadra                        | Campionato                     | Campionato | Campionato | Coppe nazionali | Coppe nazionali | Coppe nazionali | Coppe continentali | Coppe continentali | Coppe continentali | Altre coppe | Altre coppe | Altre coppe | Totale | Totale | Totale |
| Stagione                       | Squadra                        | Comp                           | Pres       | Reti       | Comp            | Pres            | Reti            | Comp               | Pres               | Reti               | Comp        | Pres        | Reti        | Pres   | Reti   |        |
| ------------------------------ | ------------------------------ | ------------------------------ | ---------- | ---------- | --------------- | --------------- | --------------- | ------------------ | ------------------ | ------------------ | ----------- | ----------- | ----------- | ------ | ------ | ------ |
| 2014                           | Deportes Tolima                | A                              | 0          | 0          | CC              | 1               | 0               | -                  | -                  | -                  | -           | -           | -           | 1      | 0      |        |
| 2015                           | Deportes Tolima                | A                              | 0          | 0          | CC              | 0               | 0               | -                  | -                  | -                  | -           | -           | -           | 0      | 0      |        |
| 2016                           | Deportes Tolima                | A                              | 3          | 0          | CC              | 3               | 0               | CS                 | 0                  | 0                  | -           | -           | -           | 6      | 0      |        |
| 2017                           | Deportes Tolima                | A                              | 35         | 0          | CC              | 6               | 3               | CS                 | 1                  | 0                  | -           | -           | -           | 42     | 3      |        |
| gen.-giu. 2018                 | Deportes Tolima                | A                              | 25         | 5          | CC              | 2               | 1               | -                  | -                  | -                  |             | -           | -           | 27     | 6      |        |
| Totale Deportes Tolima         | Totale Deportes Tolima         | Totale Deportes Tolima         | 63         | 5          |                 | 12              | 4               |                    | 1                  | 0                  |             | -           | -           | 76     | 9      |        |
| lug.-dic. 2018                 | Boca Juniors                   | -                              | -          | -          | CA              | 2               | 0               | CL                 | 6                  | 0                  | -           | -           | -           | 8      | 0      |        |
| 2018-2019                      | Boca Juniors                   | PD                             | 17         | 3          | CA+CdS          | 1+6             | 0               | CL                 | 7                  | 0                  | SA          | 1           | 0           | 32     | 3      |        |
| 2019-2020                      | Boca Juniors                   | PD                             | 17         | 2          | CA+CdS+CM       | 3+1+10          | 1+0+1           | CL                 | 8                  | 1                  | -           | -           | -           | 39     | 5      |        |
| 2021                           | Boca Juniors                   | PD                             | 6          | 2          | CA+CdL          | 0+14            | 0+4             | CL                 | 7                  | 3                  | -           | -           | -           | 27     | 9      |        |
| 2022                           | Boca Juniors                   | PD                             | 18         | 4          | CA+CdL          | 3+17            | 2+5             | CL                 | 2                  | 0                  | TdC         | 1           | 0           | 41     | 11     |        |
| gen.-giu. 2023                 | Boca Juniors                   | PD                             | 18         | 0          | CA+CdL          | 1+0             | 0               | CL                 | 4                  | 1                  | SA+SI       | 1+1         | 0           | 25     | 1      |        |
| Totale Boca Juniors            | Totale Boca Juniors            | Totale Boca Juniors            | 76         | 11         |                 | 58              | 13              |                    | 34                 | 5                  |             | 4           | 0           | 172    | 29     |        |
| 2023-2024                      | Beroe                          | PFL                            | 11         | 5          | CB              | 0               | 0               | -                  | -                  | -                  | -           | -           | -           | 11     | 5      |        |
| lug.-dic. 2024                 | Independiente Rivadavia        | PD                             | 22         | 4          | -               | -               | -               | -                  | -                  | -                  | -           | -           | -           | 22     | 4      |        |
| 2025                           | Independiente Rivadavia        | PD                             | 17         | 4          | CA              | 2               | 1               | -                  | -                  | -                  | -           | -           | -           | 19     | 5      |        |
| Totale Independiente Rivadavia | Totale Independiente Rivadavia | Totale Independiente Rivadavia | 39         | 8          |                 | 2               | 1               |                    | -                  | -                  |             | -           | -           | 41     | 9      |        |
| Totale carriera                | Totale carriera                | Totale carriera                | 189        | 29         |                 | 72              | 18              |                    | 35                 | 5                  |             | 4           | 0           | 300    | 52     |        |

### Cronologia presenze e reti in nazionale
| Cronologia completa delle presenze e delle reti in nazionale ― Colombia | Cronologia completa delle presenze e delle reti in nazionale ― Colombia | Cronologia completa delle presenze e delle reti in nazionale ― Colombia | Cronologia completa delle presenze e delle reti in nazionale ― Colombia | Cronologia completa delle presenze e delle reti in nazionale ― Colombia | Cronologia completa delle presenze e delle reti in nazionale ― Colombia | Cronologia completa delle presenze e delle reti in nazionale ― Colombia | Cronologia completa delle presenze e delle reti in nazionale ― Colombia |
| Data                                                                    | Città                                                                   | In casa                                                                 | Risultato                                                               | Ospiti                                                                  | Competizione                                                            | Reti                                                                    | Note                                                                    |
| ----------------------------------------------------------------------- | ----------------------------------------------------------------------- | ----------------------------------------------------------------------- | ----------------------------------------------------------------------- | ----------------------------------------------------------------------- | ----------------------------------------------------------------------- | ----------------------------------------------------------------------- | ----------------------------------------------------------------------- |
| 7-9-2018                                                                | Miami                                                                   | Venezuela                                                               | 1 – 2                                                                   | Colombia                                                                | Amichevole                                                              | -                                                                       | 75’                                                                     |
| 11-9-2018                                                               | East Rutherford                                                         | Argentina                                                               | 0 – 0                                                                   | Colombia                                                                | Amichevole                                                              | -                                                                       | 79’                                                                     |
| 22-3-2019                                                               | Yokohama                                                                | Giappone                                                                | 0 – 1                                                                   | Colombia                                                                | Amichevole                                                              | -                                                                       | 57’                                                                     |
| 26-3-2019                                                               | Seul                                                                    | Corea del Sud                                                           | 2 – 1                                                                   | Colombia                                                                | Amichevole                                                              | -                                                                       | 65’                                                                     |
| Totale                                                                  |                                                                         | Presenze                                                                | 4                                                                       |                                                                         | Reti                                                                    | 0                                                                       |                                                                         |

## Palmarès

### Club
- Copa Colombia: 1

Deportes Tolima: 2014
- Campionato colombiano: 1

Deportes Tolima: 2018-I
- Supercopa Argentina: 2

Boca Juniors: 2018, 2022
- Campionato argentino: 2

Boca Juniors: 2019-2020, 2022
- Copa Argentina: 1

Boca Juniors: 2019-2020
- Copa de la Liga Profesional: 2

Boca Juniors: 2020, 2022

### Individuale
- Miglior giocatore della Supercopa Argentina: 1

2018